# Princidium bipunctatum laevifrons
Princidium bipunctatum laevifrons é uma subespécie de insetos coleópteros pertencente à família Carabidae.
A autoridade científica da subespécie é Schaufuss, tendo sido descrita no ano de 1882.
Trata-se de uma subespécie presente no território português.